# روي وليامز (لاعب كريكت)
روي وليامز (4 يناير 1931 في المملكة المتحدة - ) (بالإنجليزية: Norman Roy Williams)‏ هو لاعب كريكت بريطاني. لعب مع Cambridgeshire County Cricket Club ‏ وCombined Services cricket team ‏.